# Courtagnon
Courtagnon és un municipi francès, situat al departament del Marne i a la regió del Gran Est. L'any 2007 tenia 72 habitants.

## Demografia

### Població
El 2007 la població de fet de Courtagnon era de 72 persones. Hi havia 24 famílies, de les quals 10 eren parelles sense fills i 14 parelles amb fills.
La població ha evolucionat segons el següent gràfic:
Habitants censats

### Habitatges
El 2007 hi havia 26 habitatges, 24 eren l'habitatge principal de la família i 2 eren segones residències. 25 eren cases i 1 era un apartament. Dels 24 habitatges principals, 17 estaven ocupats pels seus propietaris i 7 estaven llogats i ocupats pels llogaters; 5 tenien tres cambres i 19 en tenien cinc o més. 18 habitatges disposaven pel capbaix d'una plaça de pàrquing. A 6 habitatges hi havia un automòbil i a 18 n'hi havia dos o més.

### Piràmide de població
La piràmide de població per edats i sexe el 2009 era:
| Homes | Edats   | Dones |
| ----- | ------- | ----- |
| 0     | 95 o +  | 0     |
| 0     | 90 a 94 | 0     |
| 0     | 85 a 89 | 0     |
| 0     | 80 a 84 | 0     |
| 0     | 75 a 79 | 0     |
| 0     | 70 a 74 | 0     |
| 4     | 65 a 69 | 0     |
| 4     | 60 a 64 | 8     |
| 0     | 55 a 59 | 0     |
| 0     | 50 a 54 | 0     |
| 0     | 45 a 49 | 4     |
| 0     | 40 a 44 | 4     |
| 4     | 35 a 39 | 0     |
| 0     | 30 a 34 | 0     |
| 0     | 25 a 29 | 4     |
| 0     | 20 a 24 | 0     |
| 0     | 15 a 19 | 8     |
| 4     | 10 a 14 | 4     |
| 0     | 5 a 9   | 0     |
| 0     | 0 a 4   | 4     |

## Economia
El 2007 la població en edat de treballar era de 45 persones, 35 eren actives i 10 eren inactives. De les 35 persones actives 32 estaven ocupades (16 homes i 16 dones) i 3 estaven aturades (2 homes i 1 dona). De les 10 persones inactives 2 estaven jubilades, 7 estaven estudiant i 1 estava classificada com a «altres inactius».
Activitats econòmiques
Dels 2 establiments que hi havia el 2007, 1 era d'una empresa de fabricació d'altres productes industrials i 1 d'una empresa de construcció.
L'únic servei als particulars que hi havia el 2009 era una empresa de construcció.

## Poblacions més properes
El següent diagrama mostra les poblacions més properes.